# Sjoerd den Hertog
Sjoerd den Hertog (Gouda, 30 december 1991) is een Nederlands marathonschaatser. Hij wordt gecoacht door Anema.
Den Hertog won zowel in het seizoen 2017/18 als 2018/19 het eindklassement om de KPN Marathon Cup. Den Hertog werd uitgeroepen tot marathonschaatser van het jaar 2018/19. In het seizoen 2020/2021 won hij de massastart tijdens op Wereldkampioenschapskwalificatietoernooi schaatsen 2020/2021.
Op 30 december 2023 reed hij - op zijn 32e verjaardag - tijdens het NK afstanden een persoonlijk record op de 10.000 meter; voor het eerst reed hij onder de 13 minuten.

## Persoonlijke records
| Afstand      | Tijd     | Datum            | Baan       |
| ------------ | -------- | ---------------- | ---------- |
| 500 meter    | 40,59    | 14 november 2020 | Heerenveen |
| 1000 meter   | 1.21,58  | 6 december 2009  | Utrecht    |
| 1500 meter   | 1.54,73  | 17 oktober 2020  | Heerenveen |
| 1500 meter   | 3.45,88  | 22 december 2023 | Heerenveen |
| 5000 meter   | 6.24,55  | 27 oktober 2023  | Heerenveen |
| 10.000 meter | 12.57,62 | 30 december 2023 | Heerenveen |

Team Albert Heijn Zaanlander
Jorrit Bergsma · Tjerk de Boer · Merel Conijn · Elisa Dul · Daan Gelling · Marijke Groenewoud · Jordy Harink · Sjoerd den Hertog · Kevin van der Horst · Bente Kerkhoff · Irene Schouten · Wisse Slendebroek · Jordan Stolz · Maaike Verweij ·  Melissa Wijfje
Coach: Jillert Anema · Arjan Samplonius